# متیل آمین
متیل‌آمین (به انگلیسی: Methylamine) یک ترکیب شیمیایی است. این ترکیب، یک گاز بی‌رنگ با بوی آمونیاکی و یک مادهٔ سمی و مشتعل شونده است.

## ساخت صنعتی
متیل‌آمین به صورت تجاری از واکنش آمونیاک با متانول در حضور کاتالیزور آلومینیم سیلیکات تهیه می‌شود. دی‌متیل‌آمین و تری‌متیل‌آمین نیز تولید می‌شوند؛ سینتیک واکنش و نسبت واکنش‌دهنده‌ها نسبت سه محصول را تعیین می‌کند. محصولی که بیشترین ارجحیت را با سینتیک واکنش دارد، تری‌متیل‌آمین است.
CH3OH + NH3 → CH3NH2 + H2O

## ساخت آزمایشگاهی
متیل‌آمین برای اولین بار در سال ۱۸۴۹ توسط Charles-Adolphe Wurtz از طریق هیدرولیز متیل ایزوسیانات و ترکیبات مرتبط آن تهیه شد. یک نمونه از این فرایند شامل استفاده از بازسازی سازندهٔ Hofmann است، برای تولید متیل‌آمین از استامید و گاز برم است.

## کاربردها
متیل‌آمین یک مولکول نوکلئوفیل قوی است؛ زیرا یک آمین هیدروژن‌دار است. به عنوان یک آمین، یک باز ضعیف در نظر گرفته می‌شود. استفاده از آن در شیمی آلی رایج است. بعضی از واکنش‌هایی که در آن‌ها شرکت می‌کند شامل واکنش‌های سادهٔ زیر هستند:
- با فسژن به متیل ایزوسیانات،
- با دی‌اکسید کربن و هیدروکسید سدیم به متیل دی‌تیو کربامات سدیم،
- با کلروفرم و پایه متیل ایزوسیانید و
- با اتیلن اکساید برای متیل اتانول‌آمین‌ها

متیل‌آمین مایع دارای خواص حلالیتی است که مشابه با آمونیاک مایع است.
مواد شیمیایی قابل توجه تجاری که از متیل‌آمین تولید شده‌اند عبارت‌اند از: مواد دارویی افدرین و تئوفیلین، آفت‌کش‌های کربوفوران، کرباریل و متام سدیم و حلّال‌های N-متیل فورمامید و متیل‌پیرولیدون.
تهیهٔ برخی از سورفکتانت‌ها و ظاهرکننده‌های عکاسی نیازمند متیل‌آمین است.

## قوانین
در ایالات متحده، متیل‌آمین یک مادهٔ کنترل‌شده از لیست ۱ است و علت آن استفادهٔ غیرقانونی در تولید مت‌آمفتامین است.